# هيلين كرويشانك
هيلين كرويشانك (بالإنجليزية: Helen Cruickshank)‏ (15 مايو 1886 في المملكة المتحدة - 2 مارس 1975، إدنبرة في المملكة المتحدة)؛ كاتِبة، سفرجات وشاعرة إسكتلندية.